# 1726 год в музыке

## События
- 19 апреля — повторное исполнение пастиш Иоганна Себастьяна Баха St Mark Passion.
- 26 октября — впервые со шведским придворным оркестром Kungliga Hovkapellet выступили женщины-певицы.
- В Лондоне основана Академия старинной музыки (англ. Academy of Ancient Music) с целью изучения и исполнения «старой» музыки.
- Георг Фридрих Гендель становится британским подданным.
- Иоганн Себастьян Бах копирует и исполняет 18 церковных кантат, написанных его двоюродным братом Иоганном Людвигом Бахом.
- Жан Фери Ребель получает должность «композитора камерной музыки» при дворе Людовика XV.
- Заместитель регента Королевской капеллы в Версале Андре Кампра посвящён в Орден Святого Лазаря.

## Классическая музыка
- Иоганн Себастьян Бах — Кантата № 35 «Дух и душа изумлены» (нем. Geist und Seele wird verwirret, BWV 35).
- Бенедетто Марчелло завершил начатую в 1724 году работу над 50 псалмами для 1—4 голосов и basso continuo под названием «Поэтически-гармоническое вдохновение» (итал. Estro poetico-armonico).

## Опера
- Франсиско Антонио де Альмейда (порт. Francisco António de Almeida) — La Giuditta.
- Томазо Альбинони — La Statira.
- Пьетро Аулетта (итал. Pietro Auletta) — La Carlotta.
- Франческо Чампи (итал. Francesco Ciampi) — Lucio Vero.
- Джованни Баттиста Мартини — Azione Teatrale.
- Никола Порпора — Imeneo in Atene.
- Антонио Вивальди — «Кунегонда» (итал. Cunegonda).
- Леонардо Винчи — Didone Abandonnata.

## Родились
- Март — Йозеф Антон Штеффан (чеш. Josef Anton Steffan), чешский клавесинист и композитор (умер в апреле 1797).
- 12 апреля — Чарльз Бёрни, английский композитор, органист и историк музыки (умер 12 апреля 1814).
- Август — Карл Кохаут (нем. Karl Kohaut), австрийский лютнист и композитор чешского происхождения (умер 6 августа 1784).
- 1 сентября — Иоганн Беккер (нем. Johann Becker), немецкий органист, композитор и педагог (умер в 1803).
- 7 сентября — Франсуа-Андре Даникан Филидор, французский оперный композитор и шахматный теоретик, в своё время считался сильнейшим шахматистом в мире (умер 31 августа 1795).
- 24 декабря — Йохан Хартман (дат. Johann Hartmann), датский композитор, отец композиторов Йохана Эрнста и Августа Вильгельма Хартманов (умер 2 октября 1793).

## Умерли
- 2 января — Доменико Циполи, итальянский барочный композитор (родился 17 октября 1688).
- 13 мая — Франческо Антонио Пистокки (итал. Francesco Antonio Pistocchi), итальянский певец, композитор, либреттист и педагог (родился в 1659).
- 18 июня — Мишель Ришар Делаланд, французский органист, дирижёр, педагог и композитор, самый знаменитый представитель Версальской школы (родился 15 декабря 1657).[1]
- 8 июля — Антонио Мария Бонончини (итал. Antonio Maria Bononcini), итальянский виолончелист и композитор, младший брат Джованни Баттиста Бонончини (родился 18 июня 1677).